# 아리아 (암호)

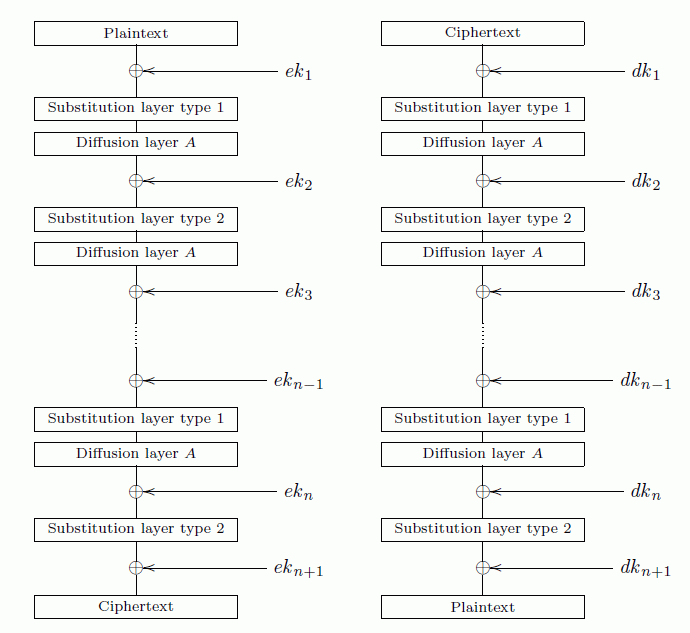

아리아(ARIA)는 대한민국의 국가보안기술연구소에서 개발한 블록 암호 체계이다. ARIA라는 이름은 학계(Academy), 연구소(Research Institute), 정부 기관(Agency)이 공동으로 개발한 특징을 함축적으로 표현한 것이다. 2004년 산업자원부의 KS 인증(KS X 1213:2004)을 획득하여 현재까지 대한민국의 국가 표준 암호 알고리즘으로 기능하고 있으며, 2010년 웹 표준 중 하나가 되었다.